# Michel d'Iméréthie
Vous lisez un « bon article » labellisé en 2010.
Michel d'Iméréthie (en géorgien : მიქაელი, Mik'aili ; mort en 1329) est un souverain de Géorgie occidentale du XIVe siècle. Descendant des anciens rois de la Géorgie unifiée, il prétend au trône de l'Iméréthie dès l'arrivée au pouvoir de son frère Constantin Ier en 1293, mais ne l'obtient qu'après une guerre civile de près de 35 ans en 1327. Son règne est symbolisé par la division de son royaume en plusieurs principautés et seigneuries, dont la majorité subsiste en tant que domaines de facto indépendants jusqu'au XIXe siècle.

## Biographie

### Rébellion et usurpation

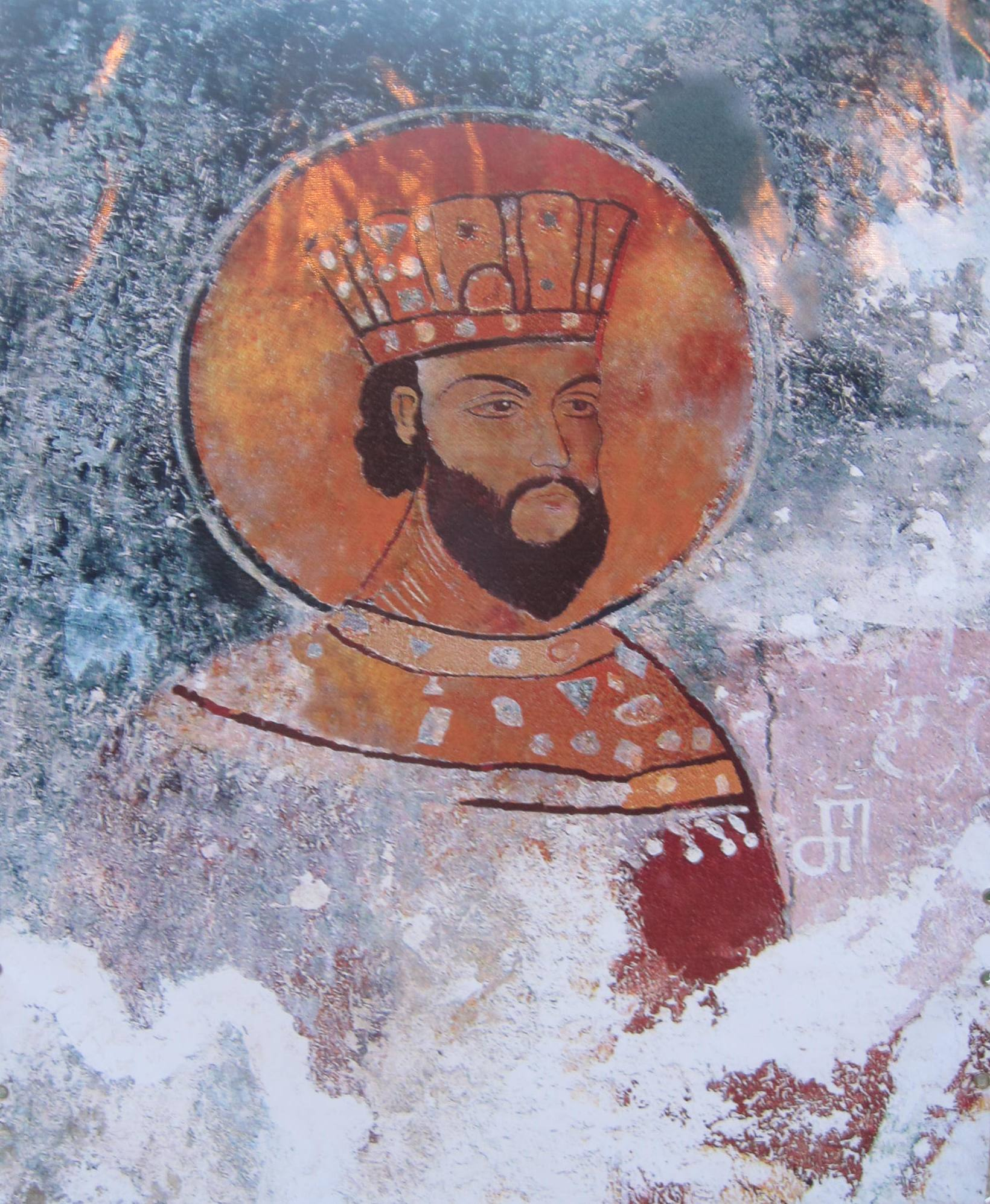
David VI de Géorgie

Michel Bagration est né probablement durant la seconde moitié du XIIIe siècle. Il est le second fils du roi David VI de Géorgie et de son épouse, une princesse géorgienne ou byzantine. Quoi qu'il en soit, Cyrille Toumanoff prétend que Michel avait reçu son nom (peu commun pour un prince médiéval géorgien) en l'honneur de son grand-père maternel. Peu de choses sont connues à propos de la vie du futur roi et Michel n'apparaît dans l'histoire qu'à partir du règne de son frère en Iméréthie.
En effet, Constantin Ier avait accédé au trône à la mort de son père en 1293. Toutefois, Michel, qui souhaite également prendre le pouvoir, se révolte contre son frère et usurpe le trône avec l'aide de quelques fidèles. Bientôt, il parvient à prendre le contrôle des provinces du Nord du royaume, dont le Ratcha, le Letchkhoumi et l'Argveti, et une guerre civile éclate entre le prétendant et le souverain légitime. À plusieurs reprises, des pourparlers sont organisés pour parvenir à la fin des hostilités, mais rien n'aboutit et le conflit continue pendant le reste du règne de Constantin. Les Chroniques géorgiennes rapportent même que les puissants nobles faisaient ce qu'ils pouvaient pour réconcilier les deux frères.
Mais tous ces grands ne luttaient guère pour la paix en Géorgie occidentale. Ainsi, le conflit créé par l'usurpation de Michel cause également d'importants problèmes nobiliaires en Iméréthie. Le dadian Georges en profite pour s'emparer des territoires de l'eristavat de Tskhomi et de l'Odichi, étendant ainsi ses territoires à tout le nord-est de la mer Noire jusqu'à Anacopie. Les princes Charvachidze prennent possession du reste de l'Abkhazie, tandis que la Gourie et la Svanétie obtiennent à leur tour une indépendance de facto. Ces problèmes nés au temps de l'usurpation de Michel restent les plus importants de tous les futurs souverains du royaume jusqu'à son annexion par la Russie impériale en 1810.

### Règne
Toutefois, la guerre civile en Iméréthie ne change rien à la succession de Constantin Ier. En effet, celui-ci meurt après une trentaine d'années de conflit fratricide en 1327, sans aucune descendance connue. Pour cette raison et légitimement, c'est son frère Michel qui est appelé pour régner à Koutaïssi en tant que roi des Imères.
Le règne de Michel est occupé par les tentatives du roi de se réconcilier avec les nobles qui avaient déclaré leur indépendance durant le conflit intérieur. Mais aucune négociation avec le dadian, le gouriel ni les autres eristavis n'aboutissent et la Géorgie occidentale reste ainsi divisée en plusieurs principautés et seigneuries. Le chroniqueur Vakhoucht Bagration mentionne vaguement plusieurs usurpations ayant échoué sous le règne de Michel, qui sont en fait la raison de l'échec du monarque dans sa politique intérieure.
Les Chroniques géorgiennes mentionnent également que les seuls accords que le monarque passe avec la noblesse durant son court règne consistent en une alliance militaire solide et une récolte d'impôts. En politique extérieure, il est probable que Michel conserve son indépendance totale face aux Mongols, aussi bien qu'au reste du royaume de Géorgie.
Rien d'autre n'est connu sur le roi Michel d'Iméréthie. En effet, en 1329, il meurt dans des circonstances inconnues et laisse pour héritier et successeur son fils unique, le mineur Bagrat Ier, surnommé « le Petit ».

### Famille
Michel d'Iméréthie est le second fils de David VI de Géorgie. Sa mère est identifiée par les généalogistes en une certaine noble Tamar Amanelisdze ou en une princesse byzantine pouvant être une fille naturelle de la femme du sébastocrator et despote Ioannes Paléologue ou de l'épouse de l'empereur Michel VIII Paléologue, Théodora Doukaïna Vatatzaïna ; les chroniqueurs géorgiens prétendent par ailleurs que la mère du roi Michel était une fille illégitime de Michel VIII. Parmi ses frères, Michel compte son prédécesseur Constantin Ier, mais aussi le roi de Géorgie Vakhtang II.
D'une union inconnue, le roi des Imères a un fils unique, Bagrat, qui est surnommé Mtsire.